# Bachillerato General Unificado
El Bachillerato General Unificado (BGU), es el bachillerato de Ecuador que inició su aplicación desde el periodo lectivo 2011 – 2012, en el país andino.
El Bachillerato General Unificado es una enseñanza en Ecuador perteneciente a la Ley Orgánica de Educación Intercultural (LOEI). Es el tiempo de estudios con los que se obtiene el grado de bachiller. Es una enseñanza obligatoria, impartida normalmente desde que el alumno tiene 15 años, tras haber obtenido la EGB (Educación General Básica), tiene una duración de tres años. Tras haber superado el Bachillerato se puede ingresar en la universidad, tras superar las Pruebas de Acceso a la Universidad.
El bachillerato general unificado consta de tres cursos que irán aplicando de manera gradual hasta el 2014:
- 1º de BGU, que corresponde al antiguo 4º curso de educación secundaria;
- 2º de BGU, que corresponde al antiguo 5º curso de educación secundaria;
- 3º de BGU, que corresponde al antiguo 6º curso de educación secundaria.

## Estructura
El Bachillerato General Unificado Ecuatoriano se compone de la siguiente malla curricular o tronco común, que son las asignaturas comunes que los estuidantes deben adquirir independientemente de que opten por el Bachillerato en Ciencias, Bachillerato Intercultural Bilingüe, o Bachillerato Técnico.
| 1º de BGU (antes 4° Secundaria) |
| --- |
| Asignaturas generales (tronco común) |
| - Matemática (5h) - Física (3h) - Química (2h) - Biología (2h) - Historia (3h) - Educación para la ciudadanía (2h) - Filosofía (2h) - Lengua y Literatura (5h) - Idioma extranjero (Inglés) (5h) - Educación Cultural y Artística (2h) - Educación Física (2h) - Emprendimiento y Gestión (2h) |
| Materias Optativas |
| - Asignaturas propias de cada modalidad de bachillerato |

| 2º de BGU (antes 5° Secundaria) |
| --- |
| Asignaturas generales (tronco común) |
| - Matemática (4h) - Física (3h) - Química (3h) - Biología (2h) - Historia (3h) - Educación para la ciudadanía (2h) - Filosofía (2h) - Lengua y Literatura (5h) - Idioma extranjero (Inglés) (5h) - Educación Cultural y Artística (2h) - Educación Física (2h) - Emprendimiento y Gestión (2h) |

| Materias Optativas                                      |
| - Asignaturas propias de cada modalidad de bachillerato |

| 3º de BGU (antes 6° Secundaria) |
| --- |
| Asignaturas generales (tronco común) |
| - Matemática (3h) - Física (2h) - Química (2h) - Biología (2h) - Historia (2h) - Lengua y Literatura (2h) - Idioma extranjero (Inglés) (3h) - Educación Física (2h) - Emprendimiento y Gestión (2h) |

| Materias Optativas                                      |
| - Asignaturas propias de cada modalidad de bachillerato |